# قورجاق
قورجاق یکی از روستاهای استان آذربایجان شرقی است که در دهستان کله‌بوز شرقی بخش مرکزی شهرستان میانه واقع،پایاب سد آیدوغموش است و آبشار آیدوغموش در این روستا قرار دارد.